# Gamaliel Bradford

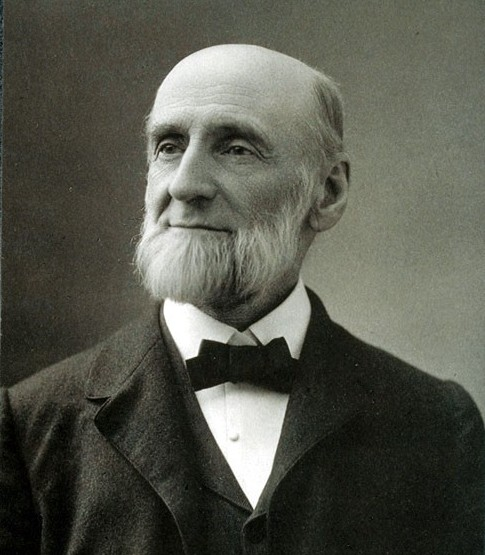
Gamaliel Bradford

Gamaliel Bradford (* 9. Oktober 1863 in Boston; † 11. April 1932 in Wellesley) war ein amerikanischer Schriftsteller. Bekannt wurde er insbesondere als Biograf; mit einer von ihm selbst als „Psychographie“ bezeichneten Methode versuchte er, in Kurzporträts historischer Persönlichkeiten, ihre „Seele“ darzustellen.

## Leben und Werk
Bradford entstammte einer alteingesessenen neuenglischen Familie, die auf den „Pilgervater“ William Bradford (Kolonialgouverneur) zurückgeht und war in sechster Generation der jeweils erstgeborene Sohn, der auf den Namen Gamaliel getauft wurde. Sein Vater Gamaliel Bradford V. war ein erfolgreicher Bankier und Publizist, seine Mutter Clara Crowninshield Kinsman starb 1865 an Tuberkulose. Bradford und sein jüngerer Bruder (der mit nur neun Jahren starb), wuchsen darauf bei ihrer Tante Sarah Hickling Bradford in Wellesley Hills auf. Bradford, schon als Kind scheu und von schwächlicher Konstitution, erhielt seine schulische Ausbildung beim Privatlehrer M. L. Perrin. 1882 begann er ein Studium an der Harvard University, brach dieses jedoch nach wenigen Monaten ab und kehrte nach Wellesley zurück, wo er noch drei Jahre bei Perrin unterrichtet wurde. Darauf versuchte er sich kurzzeitig im Geschäftsleben und arbeitete in der Bank seines Vaters, entschied sich aber bald darauf für eine Laufbahn als Schriftsteller. 1886 heiratete er seine Jugendfreundin Helen Hubbard Ford, mit der er bis zu seinem Tod relativ zurückgezogen in Wellesley lebte. 
Zunächst versuchte sich Bradford mit mäßigem Erfolg als Essayist; sein erster Band Types of American Character erschien 1895. Der Band fand ebenso wenig Beachtung wie sein neun Jahre später erschienener erster Gedichtband. Zwischen 1904 und 1908 veröffentlichte er beim renommierten Verlagshaus Houghton Mifflin drei Romane, die gleichfalls kaum auf Resonanz stießen, so dass sich für seine folgenden Romane kein Verleger mehr fand.
Schließlich wandte sich Bradford der Biografie zu und veröffentlichte eine Charakterstudie des Konföderiertengenerals Robert E. Lee, die besonders in den Südstaaten sehr positiv aufgenommen wurde; nicht weniger als drei Südstaatenuniversitäten (noch 1912 die Washington University und die Lee University, sieben Jahre später das Wake Forest College) verliehen ihm für das Buch die Ehrendoktorwürde. Bradford legte schnell zwei Bände mit kurzen Porträts anderer Südstaaten-, dann von Nordstaatenmilitärs nach. Hier fand Bradford die Form, die sein umfangreiches Werk bis zu seinem Tode bestimmt. Seine biografischen Skizzen, die zumeist erst einzeln in Zeitschriften, dann gesammelt in Buchform erschienen, stellen keine Lebensläufe von der Wiege bis zur Bahre dar, sondern sind eine eigentümliche Mischung aus Anekdoten und Zitaten, die Bradford für so signifikant hielt, dass er aus ihnen den Charakter, wenn nicht sogar die Seele seines Sujets herauszulesen vermeinte. Seine Methode bezeichnete er selbst als „Psychographie“; in einem 1917 erschienenen Band bezeichnete er sich dann als „Naturalist der Seelen,“ der ähnlich einem Naturwissenschaftler psychologische Exemplare und Typen beschreibe. Explizit benannte Bradford dabei den französischen Literaturkritiker Sainte-Beuve und dessen biografische Methode als Vorbild. In seinen „psychographischen“ Skizzen, insgesamt über 100, nahm Bradford über die Jahre Persönlichkeiten aus den verschiedensten Epochen unter die Lupe, von Xenophon und Ovid über Casanova, Voltaire und Katharine die Große bis hin zu Emily Dickinson und P. T. Barnum. Nur in dem Spätwerk The Quick and the Dead versuchte er sich auch an Skizzen lebender Personen (darunter Theodore Roosevelt, Lenin und Mussolini). Die essayähnliche Kurzform gab er nach seiner Lee-Biografie nur noch zwei Mal für psychographische Studien in Buchlänge auf, namentlich für Charles Darwin und D. L. Moody; 1928 veröffentlichte er zudem eine seelenkundliche „Autobiographie der Menschheit.“
Sind sie auch heute vollkommen in Vergessenheit geraten, so erfreuten sich Bradfords biografische Werke zu seinen Lebzeiten beim Lesepublikum großer Beliebtheit. Sein gediegener Stil und sein unverfängliches Sujet – Charakter und Noblesse „großer“ Männer und Frauen der Weltgeschichte – machten ihn insbesondere in bürgerlichen Kreisen zu einem beliebten Autor, doch zählte auch Henry L. Mencken zu seinen Bewunderern. Mit zahlreichen Intellektuellen, etwa mit Robert Frost, unterhielt Bradford eine intensive Korrespondenz. Kurz nach Bradfords Tod 1932 gab Van Wyck Brooks zunächst eine Auswahl aus Bradfords umfangreichem Tagebuch heraus, dann eine Auswahl seiner Briefe.
1915 wurde er in die American Academy of Arts and Letters gewählt.

## Werke (Auswahl)

### Biografien und Essays
- Types of American Character. Macmillan, London und New York 1895.
- Lee the American. Houghton Mifflin, Boston und New York 1912.
- Confederate Portraits. Houghton Mifflin, Boston und New York 1912.
- Union Portraits. Houghton Mifflin, Boston und New York 1916.
- Portraits of Women. Houghton Mifflin, Boston und New York 1916.
- Portraits of American Women. Houghton Mifflin, Boston und New York 1917.
- A Naturalist of Souls: Studies in Psychography. Dodd, Mead, New York 1917.
- American Portraits, 1875-1900. Houghton Mifflin, Boston und New York 1922.
- Damaged Souls. Houghton Mifflin, Boston und New York 1923.
- Bare Souls. Harper, London und New York 1924.
- The Soul of Samuel Pepys. Houghton Mifflin, Boston und New York 1924.
- Wives. Harper, London und New York 1925.
- Darwin. Houghton Mifflin, Boston und New York 1926.
- D. L. Moody, A Worker in Souls. Houghton Mifflin, Boston und New York 1927.
- Life and I, an Autobiography of Humanity. Houghton Mifflin, Boston und New York 1928.
- Daughters of Eve. Houghton Mifflin, Boston und New York 1928.
- As God Made Them: Portraits of Some Nineteenth Century Americans. Houghton Mifflin, Boston und New York 1929.
- The Quick and the Dead. Houghton Mifflin, Boston und New York 1929.
- Saints and Sinners. Houghton Mifflin, Boston und New York 1932.
- Biography and the Human Heart. Houghton Mifflin, Boston und New York 1932.
- Elizabethan Women. Houghton Mifflin, Boston und New York 1936.

### Lyrik
- A Pageant of Life. Richard G. Badger, Boston 1904.
- A Prophet of Joy. Houghton Mifflin, Boston und New York 1920.
- Shadow Verses. Yale University Press, New Haven 1920.

### Romane
- The Private Tutor. Houghton Mifflin, Boston und New York 1904.
- Between Two Masters. Houghton Mifflin, Boston und New York 1906.
- Matthew Porter, A Story of To-day. L. C. Page & Co., Boston 1908.

### Briefe und Tagebücher
- Van Wyck Brooks (Hg.): The Journal of Gamaliel Bradford, 1883-1932. Houghton Mifflin, Boston und New York 1933.
- Van Wyck Brooks (Hg.): The Letters of Gamaliel Bradford, 1918-1931. Houghton Mifflin, Boston und New York 1934.

## Sekundärliteratur
- C. K. Bolton: Gamaliel Bradford: A Memoir. In: Proceedings of the Massachusetts Historical Society 65, 1940. S. 81–91.
- Marion Edmonds: Gamaliel Bradford. In: Dictionary of Literary Biography, Band 17. Gale Research Co., Detroit 1983. S. 92–97.
- Richard A. Hutch: Explorations in Character: Gamaliel Bradford and Henry Murray as Psychobiographers. In: Biography 4:4, 1981. S. 312–325.
- Edward Wagenknecht: Gamaliel Bradford. Twayne, Boston 1982. (= Twayne's United States Authors Series [TUSAS] 422)
- Dale Warren: Gamaliel Bradford: A Personal Sketch. In: South Atlantic Quarterly 32, 1933. S. 9–18.